# Silky
『Silky』（シルキー）は、白泉社が発行していた女性向け隔月刊漫画雑誌。偶数月刊。発売日は刊行月の前月（奇数月）3日。2013年4月号を以って休刊後は、月刊WEBマガジン『Love Silky』に統合することになった。

本項では、『Love Silky』及び単行本レーベルについても合わせて取り上げるものとする。

## 歴史
- 1985年8月3日 - 創刊号（1985年9月号）発売。当初は月刊で、発売日は刊行月の前月3日。
- 1997年5月2日 - 新装刊した6月号を発売。隔月刊となる。
- 2013年1月20日 - 月刊WEBマガジンとして創刊した『Love Silky』を配信開始。
- 2013年3月2日 - 2013年4月号発売、この号を以て休刊。これ以後に発表される作品は『Love Silky』へ移行することになった[1]。

## 掲載作品
- イシャコイ（林久美子）
- 一筆入婚!（高田りえ）
- おいしいオット・ライフ（ほしのゆみ）
- おれのものになりなさい〜女執事の恋〜（水谷京子）
- 君のために弾くショパン（長江朋美）
- ここが愛のまん中（宮川匡代）
- 女医のタマゴ（内田小鳩）
- 抱いて抱いて抱いて♥ダーリン、M式プリンセス（酒井美羽）
- てきとーロンドナー（玖保キリコ）
- 何度生まれかわっても（宮川匡代）
- ニュースになりたいっ!（杜野亜希）
- パズルゲーム☆トレジャー→パズルゲーム☆Pro（野間美由紀）
- パパ!? パタリロ（魔夜峰央）
- ぷりぷりふたごシスターズ（ももせたまみ）※単行本1巻発行に合わせて『ツインぴーくす』より改題

## 過去の掲載作品
- アクション大魔王（米沢りか）
- あなたがわたしと暮らしたら（山田可南）
- いっしょに歩こう（たなかしんこ）
- 祝田さん（入江紀子）
- おかあさんの卵（星崎真紀）
  - おかあさんの卵 - マンガ図書館Z（外部リンク）
- 奥様はセイコちゃん（中西裕）
- 女ともだちRIEKO（長浜幸子）
- 風家族（立原あゆみ）
- キッチン パレット〜小麦の恋愛風味 修行仕立て〜（高田りえ）
- Kiss and Fight（宮川匡代）
- 結婚クッキングBOOK（星崎真紀）
- 幸せな食卓（遠藤淑子）
- 子子家庭は危機一髪（いがらしゆみこ、原作：赤川次郎）
- くるくるシニカル（玖保キリコ）
- 社長秘書室シリーズ（高口里純）
- 自由律（立原あゆみ）
- 女優（川崎ひろこ）
- シンデレラ・エクスプレス（長浜幸子）
- 象の背中 -追憶のベッド-（林久美子、原作：秋元康）
- 橘屋繁盛記（高橋もとこ）
- たとえ世界に背いても（長江朋美）
- デパートの女神（杜野亜希）
- デリカレ（松苗あけみ）
- 天使契約（宮川匡代）
- トラブル・メーカー（伊万里すみ子）
- なんぎな奥さん（入江紀子）
- バニティ・リーグ（宮川匡代）
- ハムスターの研究レポート（大雪師走）
- 101回目のトラバーユ（酒井美羽）
- ファミリーアワー（遠藤淑子）
- 夫婦は天下のまわりもの（酒井美羽）
- ふたりエッチ for Ladies ゆらさん日記（克・亜樹）
- 町工場カノジョ（藤井みつる）
- YOKOHAMAストーリー（長浜幸子）

## 増刊誌
- Silky Special シルキーシャワー - 1986年10月から1993年1月に発売された。不定期刊。
- シルキーリップス - 1994年3月から2001年8月に発売された。不定期刊。
- Silky Special - 2000年2月3日に隔月刊誌として創刊（創刊号は3月号）。奇数月刊で、発売日は刊行月の前月（偶数月）3日。その後、読者体験や独自取材などの実話を漫画化した作品を中心に掲載。なお、下記の『Jossie』が刊行されていた時期は、2008年12月発売の1月号のみ発行。
- Jossie - 2008年4月8日から同年8月8日まで刊行された。隔月刊。

## 発行部数
- 2003年9月1日 - 2004年8月31日、86,833部[2]
- 2004年9月 - 2005年8月、80,167部[2]
- 2005年9月1日 - 2006年8月31日、86,500部[2]
- 2006年9月1日 - 2007年8月31日、74,666部[2]
- 2007年10月1日 - 2008年9月30日、68,334部[2]
- 2008年10月1日 - 2009年9月30日、60,334部[2]
- 2009年10月1日 - 2010年9月30日、54,250部[2]
- 2010年10月1日 - 2011年9月30日、51,400部[2]
- 2011年10月1日 - 2012年9月30日、47,417部[2]
- 2012年10月1日 - 2012年12月31日、36,750部[3]

## Love Silky
『Love Silky』（ラブシルキー）は、白泉社が配信している女性向けの漫画作品が掲載されている月刊WEBマガジンである。最新号の配信日は毎月第3水曜日。号数表記は「Vol.○」表記となっている（2013年1月配信の創刊号が「Vol.1」で、それ以降は続き番号）。

全作品がオール新作描き下ろしかつ初配信作品となっており、毎号5〜7作品が掲載されている。また、『Love Silky』としての購入のほかに、各掲載作品ごとの単品での購入も可能となっている。

「Deep」「Night」「Kiss」を冠したオール新作読みきりの『Love Silky増刊』も配信している。

### 掲載作品
- 野獣は激しく奪う（水谷京子） - 毎号連載
- 新イシャコイ（林久美子） - 毎号連載
- オットに恋しちゃダメですか?（藤原晶） - 奇数号ごとに連載
- カフェときどき彼（瑞樹奈穂）
- パズルゲーム☆ラグジュアリー（野間美由紀）

### 過去の掲載作品
- 蜜談〜甘い新婚編〜（水谷京子）

## 単行本レーベル
『Silky』『Love Silky』及びそれらの増刊号で発表された作品は、基本的に白泉社レディースコミックス（略称はHLC）に収録して発売される。ただし、『Love Silky』で新連載された作品に関しては、花とゆめコミックススペシャル（略称はHCS）からの発売となる。いずれも判型は基本的に新書版となっている（ただし、1990年代まで発売されたHLCについてはB6判で発売されていた）。

HLCは実質的に『Silky』のみを対象にしているため、単行本の表紙には正方形型の『HLC Silky PRESENTS』ロゴが入っている。ただし、当初は『Silky』だけでなく、同時期に創刊された『SERIE』（1985年7月創刊、1990年9月休刊）やその姉妹誌『SERIE MYSTERY』（1988年2月創刊、1997年5月休刊）なども対象にしていた。